# Barbadoska vaterpolska reprezentacija
Barbadoska vaterpolska reprezentacija predstavlja državu Barbados u međunarodnom športu muškom vaterpolu.

## Nastupi na Panameričkim igrama
- 1971.: 8. mjesto

### Utakmice
- 3. kolovoza 1971.: Kolumbija-Barbados 8:2
- 5. kolovoza 1971.: Brazil-Barbados 13:5

- 7. kolovoza 1971.: Kolumbija-Barbados 6:5

- 8. kolovoza 1971.: Barbados-Portoriko 7:5[1]